# Onondaga (Nueva York)
Onondaga es un pueblo ubicado en el condado de Onondaga en el estado estadounidense de Nueva York. En el año 2000 tenía una población de 21,063 habitantes y una densidad poblacional de 141 personas por km².

## Geografía
Onondaga se encuentra ubicado en las coordenadas 42°58′41″N 76°11′54″O / 42.97806, -76.19833.

## Demografía
Según la Oficina del Censo en 2000 los ingresos medios por hogar en la localidad eran de $53,421 y los ingresos medios por familia eran $63,674. Los hombres tenían unos ingresos medios de $42,495 frente a los $31,160 para las mujeres. La renta per cápita para la localidad era de $25,522. Alrededor del 4.2% de la población estaban por debajo del umbral de pobreza.